# 稻谷女神
稻谷女神是泰国人的水稻播种和丰收女神。
泰国以外一些国家也有类似稻谷女神的信仰。

## 形象
稻谷女神的形象为身穿泰国服装，右手持一束水稻，左手有时是同南卦的招财手势。

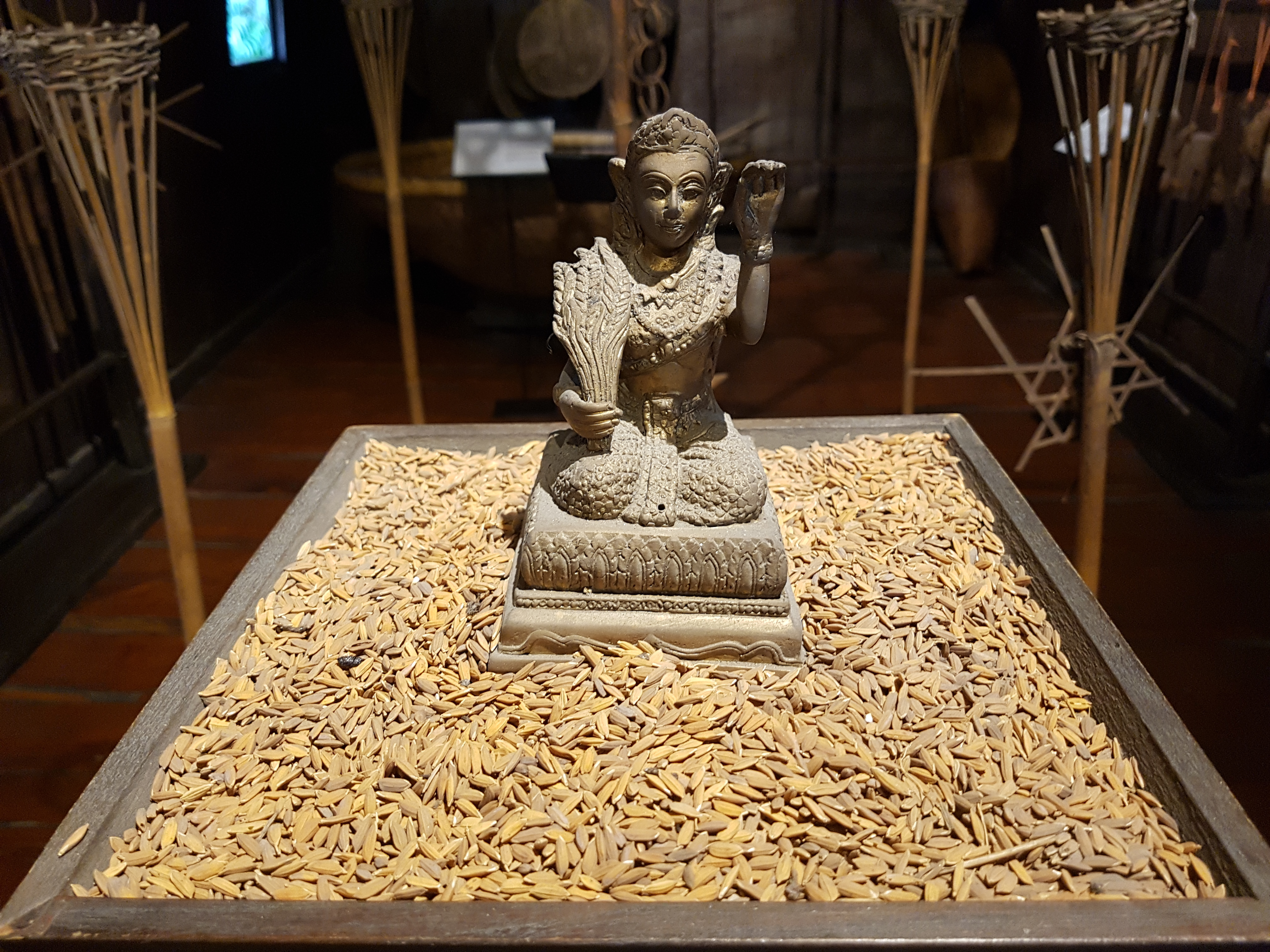
曼谷暹罗学会（英语：Siam Society）总部的稻谷女神像，左手呈招财手势。